# Самюель П'єтт
Самюель П'єтт (фр. Samuel Piette, нар. 12 листопада 1994, Репентіньї, Квебек) — канадський футболіст, півзахисник клубу «Ісарра» та національної збірної Канади.

## Клубна кар'єра
Народився 12 листопада 1994 року в місті Репентіньї, Квебек. У футбол почав грати у віці чотирьох років. Згодом виступав у футбольній академії Boisbriand і ставав чемпіоном Канади U14-U16 у складі команди Квебеку.
В рамках партнерства між Федерацією футболу Квебека і французьким «Мецом», він провів двомісячні курси у Франції, після чого залишився в академії «Меца» в 2010 році. У червні 2012 року він залишив молодіжну команду «Меца», оскільки головна команда мала великі проблеми з фінансами і вилетіла в національний дивізіон. Після цього Самюель перейшов в академію німецької «Фортуни» (Дюссельдорф), основа якої саме вийшла до Бундесліги..
Протягом наступних двох років Самюель виступав за «дубль», взявши участь у 30 матчах Регіоналліги Захід. 4 квітня 2014 року дебютував за першу команду у матчі Другої Бундесліги проти «Падерборна» (2:1), проте основним гравцем не став.
25 серпня 2014 року Смамюель перейшов у іспанське «Депортіво Ла-Корунья», але він так і не зміг дебютувати за основну команди, виступаючи за дублерів у Терсері. Влітку 2015 року П'єтта на правах оренди перейшов в «Расінг» (Ферроль). 22 серпня в матчі проти клубу «Арандіна» він дебютував за новий клуб. Всього зіграв за команду 14 матчів у Сегунді Б.
15 липня 2016 року на правах вільного агента перейшов в клуб Сегунди Б «Ісарра». 27 серпня в матчі проти «Паленсії» він дебютував за нову команду. Відтоді встиг відіграти за клуб з Естельї 32 матчі в національному чемпіонаті.

## Виступи за збірні
2011 року дебютував у складі юнацької збірної Канади, разом з якою взяв участь у юнацькому чемпіонаті світу у Мексиці. На турнірі він зіграв у матчах проти команд Уругваю, Англії та Руанди. Всього взяв участь у 7 іграх на юнацькому рівні.
Протягом 2012—2016 років залучався до складу молодіжної збірної Канади. На молодіжному рівні зіграв у 8 офіційних матчах, забив 3 голи.
4 червня  2012 року дебютував в офіційних матчах у складі національної збірної Канади в товариському матчі проти збірної США, замінивши у другому таймі Джуліана Де Гузмана.
У 2013 році Самюель потрапив у заявку збірної на участь у Золотому кубку КОНКАКАФ. На турнірі він зіграв у матчі проти збірних Мартиніки та Мексики. У тому ж році П'єтта виступав за молодіжну команду на молодіжному чемпіонаті КОНКАКАФ. На турнірі він зіграв у матчах проти команд Куби, США та Нікарагуа.
У 2015 році Самюель потрапив у заявку збірної на участь у Золотому кубку КОНКАКАФ. На турнірі він зіграв у матчах проти Ямайки та Сальвадору.
Ще через два роки у складі збірної Самюель був втретє поспіль учасником розіграшу Золотого кубка КОНКАКАФ 2017 року у США, на якому зіграв у всіх чотирьох матчах, ставши з командою чветьфіналістом турніру..
Наразі провів у формі головної команди країни 35 матчів.